# FK Šilas
El Šilo futbolo klubas és un club de futbol lituà de la ciutat de Kazlų Rūda.

## Palmarès
- Pirma lyga (D2):
  - 1. posició: 2016

## Temporadas
| Temporada | Nivell | Liga                | Rang | Web   |
| --------- | ------ | ------------------- | ---- | ----- |
| 2012      | 3.     | Antra lyga (Pietūs) | 4.   |       |
| 2013      | 2.     | Pirma lyga          | 4.   | [ 1 ] |
| 2014      | 2.     | Pirma lyga          | 5.   | [ 2 ] |
| 2015      | 2.     | Pirma lyga          | 4.   | [ 3 ] |
| 2016      | 2.     | Pirma lyga          | 1.   | [ 4 ] |
| 2017      | 3.     | Antra lyga (Pietūs) | 10.  |       |
| 2018      | 3.     | Antra lyga (Pietūs) | 2.   |       |
| 2019      | 3.     | Antra lyga (Pietūs) | 2.   |       |
| 2020      | 3.     | Antra lyga (Pietūs) | 1.   |       |
| 2021      | 2.     | Pirma lyga          | 3.   | [ 5 ] |

## Entrenadors
- Saulius Vikertas, (2012-2015);
- Gediminas Jarmalavičius, (2016-2017);
- Saulius Vikertas, (2017-2019);
- Gediminas Jarmalavičius, (2021-).[6]